# 王藍石
王藍石（1854年—1918年），府治大人廟街人（今台南市府前路），清朝政治人物。曾任彰化縣學教授，兼攝臺灣縣學教授，因牽涉西來庵事件，被捕入獄。。

## 生平
西元1875年中秀才，光緒八年（1882年）壬午科中式舉人，任彰化縣學教諭，兼攝台灣教諭。1878年創立崇正社。1897年獲授紳章，明治卅三年(1900年)出任台南市第一區街長。退休後至安定鄉開私塾授待二年。民國4年（1915年）6月，台南爆發西來庵事件，因參與乩壇錄事，被牽連逮捕入獄判無期徒刑，其門生連署陳情上，六十五歲時赦免罪釋放，還其清白。。

## 著作
其詩句作品收錄在：
- 吳德功《瑞桃齋詩話》
- 兒玉源太郎《慶饗老典錄》
- 曾笑雲《東寧擊缽吟前集》
- 賴子清《臺灣詩醇》